# Кримський фронт
Кри́мський фронт — оперативно-стратегічне об'єднання радянських військ з 28 січня до 19 травня 1942 у Другій світовій війні.

## Командувачі
- генерал-лейтенант Козлов Д. Т. (28 січня — 19 травня 1942).